# Nicklas Strunck Jakobsen
Nicklas Strunck Jakobsen (født 17. august 1999) er en dansk fodboldspiller, der spiller for Bryne FK.

## Klubkarriere
Strunck Jakobsen startede sin karriere i Ølstykke Boldklub, men da han blev degraderet til andetholdet, valgte hans far, at han skulle skifte til Stenløse Boldklub. Her havde faren selv tidligere spillet på klubbens førstehold. Han spillede i Stenløse Boldklub i to år, inden han skiftede videre til Frederikssund Boldklub, hvor han ligeledes spillede i to år.
Da han blev U/15-spiller i 2014, skiftede han til FC Nordsjælland. Han blev kåret til årets U/17-talent i 2016 af Dansk Boldspil-Union.

### FC Nordsjælland
Strunck Jakobsen blev første gang udtaget til førsteholdstruppen den 11. februar 2018, hvor han sad på bænken i hele kampen mod SønderjyskE. Han fik sin debut for FC Nordsjælland kun fem dage senere i en alder af kun 18 år. Han startede på bænken, men erstattede Mikkel Damsgaard i det 91. minut i en 2-1-sejr over OB i Superligaen med trøje nummer 19. 